# Monaco Telecom
 (décembre 2017).
Monaco Telecom SAM est l'opérateur de télécommunications de Monaco. Cette société est créée en 1997, à la suite de la volonté du gouvernement monégasque de faire évoluer l'Office monégasque des téléphones, service administratif, vers une société de droit privé. Depuis la privatisation de Monaco Telecom, le Gouvernement Princier reste un des actionnaires de l'entreprise.
Monaco Telecom est membre de NJJ Holding, contrôlée par l’entrepreneur Xavier Niel (fondateur et actionnaire majoritaire d’Iliad).

## Histoire
Les premières installations de téléphonie publique ont lieu à Monaco en 1990. En 1993, un réseau GSM est déployé à Monaco. Le réseau GSM déployé à Monaco (opérationnel avant juin 1993) est le réseau Itinéris de France Télécom, la Principauté de Monaco faisant alors partie intégrante du réseau téléphonique français. En 1996, Monaco se dote de son propre indicatif international, le 377 à la date du 21 juin, à 21h00. Avant cette date, le téléphone monégasque constituait une partie du réseau téléphonique français de la Région des Télécommunications de Nice et ses numéros de téléphones se conformaient alors au plan de numérotage français à 8 chiffres AB PQ MC DU, dont l'AB=93 était attribué au département français des Alpes-Maritimes, incluant alors Monaco. Les numéros de téléphone monégasques commençaient tous par l'AB=93 jusqu'au 21 juin 1996.
En 1997, l'Office Monégasque des Téléphones est privatisé et devient la société anonyme monégasque Monaco Telecom.
En 1999, Monaco Telecom remporte la gestion déléguée du réseau mobile du Kosovo. La même année, Vivendi Telecom International acquiert 51 % du capital de Monaco Telecom. En 2003, Monaco Telecom acquiert 37,5 % de Roshan en Afghanistan et développe le réseau mobile. En 2004, l'opérateur anglais Cable & Wireless International rachète les parts de Vivendi Telecom International. La même année, deux filiales sont créées au Maghreb, les opérateurs de télécommunications par satellite, Divona Telecom en Tunisie et Divona en Algérie.
En 2007, Monaco Telecom regroupe ses quatre métiers (téléphonies fixe et mobile, internet et télévision) sous une seule marque : Monaco Telecom ; et change d'identité visuelle. En 2008, Monaco Telecom cède 60 % des parts de son centre d'appels eCALL. Il acquiert dans le même temps Connecteo, fournisseur de services voix, data et internet, présent dans 6 pays d'Afrique. En 2010, SitaOnAir et Monaco Telecom lancent une offre d'extension réseau maritime[Quoi ?] baptisée OnMarine. La même année, Monaco Telecom signe un accord de partenariat avec Eurecom. En 2013, la 4G est lancée à Monaco. L'entreprise signe un accord visant à connecter Monaco au réseau global internet de Level 3. En 2014, un plan de départ volontaire recueille l'adhésion de 58 personnes dans l'ensemble des directions.
Monaco Telecom est racheté par Xavier Niel (fondateur de Free) à hauteur de 55 % du capital en 2014. Le 27 septembre 2018, Monaco Telecom ouvre la 5G en Principauté de Monaco, qui devient le premier pays complètement couvert par la 5G. Le 1er septembre 2018, MTN Chypre, le premier opérateur alternatif chypriote, est racheté par Monaco Telecom. Le 20 juin 2019, MTN Chypre devient Epic (Cyprus). En juillet 2019, lancement de l'offre commerciale du réseau 5G,. La Principauté de Monaco est le premier pays entièrement couvert en 5G. Le 31 mars 2020, Vodafone Malta,,,,,,,,,,, il devient Epic (Malta) le 17 novembre 2020,.
En 2021, le réseau Fibre est déployé sur l'intégralité du territoire et les offres commercialisées pour les particuliers et entreprises de Monaco. En mai 2021, l’État monégasque a renouvelé sa concession publique avec Monaco Télécom pour vingt ans. Depuis le 31 janvier 2024, plus aucun résident n’accède à internet via le réseau cuivre en Principauté.

## Activités

### Monaco
Monaco Telecom détient le monopole sur la téléphonie fixe, l'accès à Internet et à la télévision selon une convention de concession entre l'État et Monaco Telecom. En revanche, le marché est ouvert à la concurrence pour la téléphonie mobile.
Monaco Telecom est également un acteur sur les services d'hébergement avec 3 Data Centers, de cloud public sécurisé, solutions SVD et Iaas.
La marque possède deux boutiques à Monaco.

### International
Monaco Telecom est actionnaire à 100 % de Epic à Chypre (depuis septembre 2018) et de Vodafone Malta à Malte (depuis mars 2020); le 17 novembre 2020 l'opérateur maltais a été également renommé Epic,.
Monaco Telecom s'est développé internationalement en multipliant des partenariats avec d'autres acteurs du monde des télécommunications :
- Afghanistan : Monaco Telecom est responsable technique du déploiement du réseau de téléphonie mobile « Roshan » et détient 36,75 % de l'opérateur Afghan. Ce réseau a été mis en place en juillet 2003. Dans ce pays en pleine reconstruction, Monaco Telecom a également développé son offre de services en matière de télécommunications complémentaires : réseau data ISP, liaisons louées, centres d'appels, numéros d'urgence. Monaco Telecom International a cédé la totalité de sa participation de 36,75 % dans l’opérateur mobile afghan Roshan au Fonds Aga Khan Pour le Développement Economique (AKFED) en août 2020 [23]..

- SitaOnAir : depuis 2006, Monaco Telecom fournit à la société SitaOnAir les infrastructures assurant la continuité terrestre (via les réseaux GSM et IP) des appels passés à bord des flottes d'Airbus. En juin 2006, SitaOnAir a étendu cet accord à la mise en place et à la gestion de l'intégralité de son réseau terrestre, pour tous les appels GSM et GPRS, passés n'importe où dans le monde. Le premier test en vol a eu lieu en décembre 2007 dans un avion de ligne. En juin 2010, Monaco Telecom et SitaOnAir étendent leur activité avec une nouvelle offre d'extension du réseau maritime baptisée OnMarine. En 2012 la solution OnAir est installée dans une centaine d'avions d'une quinzaine de compagnies aériennes[source secondaire nécessaire].

- Kosovo : Monaco Telecom a remporté à la fin de la guerre de l'ex-Yougoslavie en 1999, un appel d'offres lancé par les Nations Unies pour effectuer dès 2000 le déploiement et l'expansion du réseau GSM du Kosovo (PTK-Vala). La couverture du réseau mobile est aujourd'hui assurée pour plus de 99 % de la population. Le réseau compte plus d'1,2 million d'abonnés. En septembre 2019, un nouveau contrat de service est signé entre les deux opérateurs à la suite de la mise en place du propre code pays du Kosovo (+383) en mars de la même année, les indicatifs précédemment utilisés étaient le +377 et le +386 [24].

## Actionnaires
Monaco Telecom est une société anonyme monégasque (SAM) détenue par Xavier Niel via sa holding personnelle NJJ Capital à hauteur de 55% et par l'État monegasque à hauteur de 45%.